# Spider-Man - L'Uomo Ragno
Spider-Man - L'Uomo Ragno (Spider-Man), nota anche come Spider-Man: The Animated Series (abbreviato in Spider-Man TAS), è una serie animata che vede come protagonista l'Uomo Ragno, realizzata e prodotta dalla Marvel Films Animation tra il 1994 e il 1998.
In Italia è nota, durante le repliche, anche come New Spiderman. Vennero realizzati 65 episodi, autoconclusivi o suddivisi in minisaghe, distribuiti in cinque stagioni. Questa viene generalmente considerata la serie più fedele al fumetto originale della Marvel Comics. Nella versione italiana mancano gli episodi 59 e 60 che, per motivi ignoti, non sono mai stati doppiati e trasmessi.
Risulta 84ª nella classifica delle 100 migliori serie animate secondo IGN.

## Trama
La serie segue Peter Parker, uno studente universitario dell'Empire State University che lotta per bilanciare le sue responsabilità di eroe Uomo Ragno con i problemi della sua vita personale. Parker deve esplorare i suoi affetti romantici per gli interessi amorosi Felicia Hardy e Mary Jane Watson, mantenere la sua amicizia con Harry Osborn, concentrarsi sul suo rendimento scolastico come studente del dottor Curt Connors e aiutare a sostenere sua zia May dopo la morte di suo zio Ben lavorando come fotografo freelance per il Daily Bugle.
Il Bugle è di proprietà dell'editore chiacchierone J. Jonah Jameson, che usa spesso le foto di Parker del suo alter ego per screditare e portare avanti una campagna diffamatoria contro l'Uomo Ragno. I colleghi di Parker all'ESU includono la star del football Flash Thompson, la famosa barista Liz Allan, il genio scientifico Debra Whitman e il rivale di ricerca Michael Morbius.
Nei panni dell'Uomo Ragno, Parker affronta vari supercriminali che minacciano New York City, tra cui menti criminali come il Kingpin e Hobgoblin, disavventure scientifiche come il Dottor Octopus e Goblin e i simbionti alieni Venom e Carnage. L'Uomo Ragno è occasionalmente aiutato nella sua lotta contro il crimine da altri supereroi Marvel, inclusi gli X-Men, Blade, il Dottor Strange, Daredevil, Iron Man, War Machine, Capitan America e i Fantastici Quattro.

### Prima stagione
Nel corso della prima stagione Peter è impegnato, sia nella vita civile, che in quella di supereroe, il che lo induce ad affrontare, episodio dopo episodio, il mondo criminale.
Il principale antagonista è Kingpin, un boss che gestisce ogni operazione criminale della città, finanziando le macchine robotiche caccia-ragni di Spencer ed Alistair Smythe. L'elenco dei nemici di Peter è lungo: il Dottor Octopus, il Camaleonte, Rhino, lo Scorpione, Hobgoblin, Mysterio e tanti altri.
Il cuore di Peter nel frattempo è diviso tra la rossa Mary Jane Watson e la bionda Felicia Hardy. Dopo il salvataggio dell'astronauta John Jameson a seguito del suo schianto con lo shuttle sul Ponte di Brooklyn, l'Uomo Ragno viene a contatto con un alieno simbionte. La sostanza ricopre Peter di una tuta tutta nera con il simbolo di un enorme ragno bianco sul petto. Il nuovo costume gli fornisce abilità superiori a quelle possedute fra le quali la forza di sollevare pesi enormi oppure di cambiare vestito a proprio piacimento. Ben presto però il comportamento di Peter inizierà a farsi più aggressivo sia come sé stesso che come Uomo Ragno, così si reca dal Dottor Connors, che viene convinto ad analizzare la tuta nera: egli gli rivela che indossa un simbionte che ha bisogno di un ospite per sopravvivere ma che rischia di "sostituirlo". Peter decide di toglierselo, scoprendo che il simbionte è vulnerabile alle onde sonore. Tuttavia il giornalista Eddie Brock si fonde con il simbionte diventando Venom, il più letale dei nemici di Peter Parker, che riesce a sconfiggere separandolo d'astuzia da Brock e spedendolo nello spazio con un razzo.
Nel corso della prima stagione l'Uomo Ragno avrà anche a che fare con il temibile Hobgoblin, un uomo assetato di soldi e potere che grazie ad un aliante che gli è stato dato da Norman Osborn tenterà di impadronirsi dell'organizzazione di Kingpin, e poi con il Camaleonte, che possiede un dispositivo inserito nella sua cintura grazie al quale può assumere l'aspetto di chiunque egli abbia già incontrato.

### Seconda stagione (Neogenic Nightmare)
Nella seconda stagione Kingpin, con lo scopo di eliminare l'Uomo Ragno, si coalizza con alcuni criminali precedentemente sconfitti da Peter: il Camaleonte, Rhino, Mysterio, Shocker, lo Scorpione e il Dottor Octopus. Il gruppo diviene noto come i Perfidi Sei (Sinistri Sei nel fumetto originale). Comunque l'Uomo Ragno li batterà con difficoltà. Peter fu successivamente costretto a salvare la bella Mary Jane Watson dal tremendo Hydro-Man, che scompare evaporando dando a tutti l'impressione di essere morto.
L'eroe scoprì inoltre che il processo che lo aveva trasformato nell'Uomo Ragno non era ancora terminato e che stava procedendo sempre più velocemente. Purtroppo, a poco a poco, l'Uomo Ragno finisce col trasformarsi addirittura in un "Ragno Uomo", una specie di ragno gigante senza ragione, nonostante avesse chiesto aiuto agli X-Men e al Professor X. Ma la dottoressa Mariah Crawford, che ha una relazione con Kraven il Cacciatore, crea un antidoto per invertire il processo, che gli viene iniettato dallo stesso Kraven con l'aiuto di Frank Castle (il Punitore), che era intervenuto per annientare l'Uomo Ragno credendolo un criminale.
Nel corso della stagione l'Uomo Ragno fa squadra anche con Blade, intervenuto in città dopo che Michael Morbius, studente collega di Peter, viene accidentalmente trasformato in un vampiro dopo un morso di un pipistrello contaminato dal sangue mutante di Peter Parker.
Durante la seconda stagione più volte l'Uomo Ragno si ritroverà in mezzo alla battaglia tra due signori del crimine, ovvero Kingpin e Silvermane, che lottano per il possesso della potente Tavola del Tempo, capace di ringiovanire chiunque. Silvermane, ormai vecchio, usa la Tavola senza comprenderne a fondo i rischi e finisce suo malgrado per tornare ad essere un neonato. La Tavola finirà poi tra le mani di Adrian Toomes, che cercherà a sua volta di usarla per ringiovanire col solo risultato di acquisire la capacità di succhiare temporaneamente la giovinezza dalle altre persone. Alla fine della stagione, Mary Jane sparisce improvvisamente dopo essersi recata ad un incontro col suo presunto padre, che non vede da quando era una bambina.

### Terza stagione (The Sins of the Fathers)
In questa stagione appaiono Iron Man, il Dottor Strange, Wong e Devil. Viene dunque introdotta la magia. Il Dottor Strange aiuterà Peter Parker a salvare Mary Jane, finita nella setta del Barone Mordo, a sua volta servo di Dormammu, essere di un'altra dimensione che vuole invadere la Terra per nutrirsi della sua energia.
Intanto l'Uomo Ragno conosce Madame Web, un'anziana maga veggente che cercherà di guidare il ragazzo per prepararlo ad una futura e grande prova, continuando di tanto in tanto a contattarlo e cercando di dargli delle importanti lezioni da apprendere.
In questa stagione inoltre l'Uomo Ragno si trova ad affrontare anche Norman Osborn per la prima volta nei panni di Goblin dopo aver sperimentato su sé stesso un pericoloso gas, diventando suo malgrado un essere con uno sdoppiamento di personalità.
Peter conosce inoltre Matt Murdock, avvocato non vedente, che in segreto è il vigilante Devil che vuole giustizia su Kingpin, colpevole di aver ucciso suo padre molti anni prima. Sarà proprio Murdock a rivelare all'Uomo Ragno che la vera identità del suo arcinemico, Kingpin, è quella del miliardario filantropo Wilson Fisk, il quale poco tempo dopo deciderà di trasformare (con l'aiuto di Herbert Landon) Alistair Smythe in un cyborg dopo che questi ha dimostrato di volersi ribellare a lui, in modo da usarlo come nuova arma contro l'Uomo Ragno. Tuttavia Smythe sfugge al controllo di Fisk, e anzi si ribella contro di lui e scopre che Kingpin ha tenuto in vita in una bara criogenica il padre di Alistair, Spencer Smythe, che Alistair aveva creduto morto in un'esplosione dandone la colpa all'Uomo Ragno. Recuperato il corpo di suo padre, Alistair promette a sé stesso di fare di tutto pur di risvegliarlo.
Durante la terza stagione si verifica anche il ritorno di Venom dallo spazio; il simbionte è stato riportato sulla Terra da Mordo per ordine di Dormammu, che vuole fare riunire l'alieno con Eddie Brock in modo che Venom possa servirlo e recuperare un dispositivo delle Stark Industries che lo libererà dalla sua dimensione. Il simbionte però durante il suo viaggio nello spazio si è riprodotto, e il nuovo simbionte si unisce al criminale pazzoide Cletus Kasady, diventando così il tremendo Carnage, che si mette a sua volta al servizio di Dormammu. Per impedire l'arrivo di Dormammu sulla Terra, l'Uomo Ragno sarà costretto ad allearsi con Iron Man e con lo stesso Venom, che a differenza di Kasady prova ancora dei sentimenti amorosi per qualcuno, ovvero la dottoressa Ashley Kafka. Infine Venom e Carnage vengono trasportati nella dimensione di Dormammu dopo uno scontro con Iron Man e l'Uomo Ragno, mentre Mordo scappa ancora.
Nel corso di una battaglia tra l'Uomo Ragno e Goblin, Mary Jane scompare nel nulla, finendo in un vortice dimensionale in cui precipita poco dopo anche lo stesso Goblin. Arrabbiato con Madame Web, l'arrampicamuri le grida di non chiamarlo mai più, ma lei scomparendo gli annuncia che un giorno lui la rivedrà.

### Quarta stagione (Partners in Danger)
Peter è disperato per la scomparsa di Mary Jane, di cui si sente responsabile; si trova poi ad indagare sul mistero legato al passato del padre di Felicia Hardy, John Hardesky, il quale era scomparso tanti anni prima. Scoprirà che egli era un ladro estremamente agile, noto come il Gatto, e che il Dottor Octavius sta cercando di ricattare la famiglia Hardy minacciandoli di svelare a tutto il mondo che il padre di Felicia era un ladro. Indagando più a fondo, tuttavia, Peter scopre che il Gatto da ragazzo era stato una spia ingaggiata da presunti americani per spiare di nascosto il momento della creazione di una nuova arma nazista durante la seconda guerra mondiale, ovvero il siero del supersoldato. Il Gatto si era poi reso conto che il siero, sperimentato su Steve Rogers, non era stato prodotto dai nazisti, ma al contrario dagli americani, e così si era rifiutato di svelare a chi l'aveva ingaggiato la formula segreta del siero capendo di essere stato ingaggiato dai nazisti al comando di Teschio Rosso. Sfuggendo così ai nazisti, il Gatto aveva passato il resto della vita celando il segreto della formula del siero, sapendo quanto essa fosse pericolosa. In seguito però l'uomo era stato arrestato dallo S.H.I.E.L.D. e da allora era detenuto presso la base aerea dell'organizzazione, controllata da Nick Fury.
Kingpin, con un astuto diversivo, riesce però a far evadere di nascosto il Gatto, mentre il Dottor Octopus, su ordine di Kingpin cattura Felicia Hardy. Il Gatto si ritrova così costretto a sperimentare su sua figlia, che non vedeva da quando era una bambina, il siero del supersoldato, trasformandola così nella Gatta Nera, con la capacità di cambiare sembianze e una forza e agilità sovrumane; con l'aiuto dell'Uomo Ragno, che ignora la sua vera identità, quest'ultima fa evadere suo padre dal laboratorio, così Hardesky torna prigioniero dello S.H.I.E.L.D. che lo terrà al sicuro da altri criminali che vogliono ottenere la formula del siero del supersoldato.
La Gatta Nera diventa presto la compagna di avventure dell'Uomo Ragno, che inizia ad innamorarsi di lei pur continuando a non conoscerne l'identità. Poco tempo dopo, con lo zampino di Kingpin, che desidera ottenere l'immortalità, viene ritrovato Michael Morbius; questi è ormai mutato in un mostro orrendo, ma la scienza lo riporta al suo normale aspetto di vampiro. Inoltre, sulle tracce di Morbius si getta anche la regina di vampiri, che è la madre di Blade, che vuole impadronirsi della tecnologia che ha trasformato Morbius in vampiro in modo da trasformare tutti gli umani in altri vampiri. Morbius, dopo averla fermata con l'aiuto dell'Uomo Ragno e della Gatta Nera, così sceglie di darle la caccia insieme a quest'ultima, che così lascia la città, e Blade.
Harry Osborn intanto scopre che l'Uomo Ragno è il suo amico Peter Parker, e comincia ad avere delle visioni di Goblin che gli promette che, se ubbidirà ai suoi ordini, gli dirà che fine ha fatto suo padre Norman. Il ragazzo così si trasforma nel nuovo Goblin e inizia a dare la caccia all'Uomo Ragno; nella battaglia si intromette anche il Punitore, deciso ad aiutare la zia di Mary Jane a ritrovare la ragazza scomparsa tempo prima. Harry scopre poi che suo padre era stato Goblin prima di lui. Con l'aiuto del Punitore l'Uomo Ragno riesce a catturare Harry, sperando di poterlo fare tornare alla normalità dopo essere impazzito per via dell'accaduto, e poco dopo Mary Jane riappare all'improvviso, raccontando di non ricordare nulla su cosa le è capitato a seguito della sua scomparsa. L'Uomo Ragno le rivela finalmente la sua vera identità e le chiede di sposarlo, e lei accetta.

### Quinta stagione
Nonostante l'irruzione di Harry Osborn nelle vesti di Goblin e dello Scorpione, che si è alleato con Smythe per un breve periodo, il matrimonio di Peter e Mary Jane viene infine celebrato.
Nella minisaga degli episodi dal 54 a 58, detta I sei guerrieri dimenticati Peter si mette ad indagare sulla ragione della morte dei suoi genitori e sul loro passato; dovrà inoltre allearsi con cinque anziani ex supereroi, un tempo compagni di Capitan America durante la Seconda Guerra Mondiale e nemici del nazismo, per impedire che Kingpin, supportato dai Perfidi Sei, con l'Avvoltoio come sostituto del defunto Mysterio o il figlio di Teschio Rosso, Ivan Kragov (pseudonimo di Rheinoldt Schmidt), si impossessi di una super-arma creata dagli scienziati tedeschi durante la seconda guerra mondiale, creduta da tempo una leggenda ma sulla quale avevano indagato vent'anni prima i genitori di Peter. Gli eroi con cui si allea l'Uomo Ragno sono Black Marvel (alias Omar Mosely), il Distruttore (alias Kevin "Keen" Marlow, vecchio amico di Ben Parker), Miss America, Thunder e Trottola.
Più avanti si scoprirà che la Mary Jane riapparsa dopo mesi a New York non è altro che un clone che morirà tra le braccia di Peter. Mentre è distrutto dal dolore, Peter viene convocato da Madame Web, che gli annuncia che il momento della sua più grande missione sta giungendo e lo teletrasporta su un altro pianeta.
Giunto su un altro pianeta, l'Uomo Ragno viene costretto dal potentissimo Arcano a combattere una tremenda battaglia tra bene e male contro cinque supercriminali: il Dottor Octopus, Alistair Smythe, il Dottor Destino, Teschio Rosso e Lizard. A Peter viene offerta la possibilità di trasportare sul pianeta alcuni supereroi che dovranno aiutarlo a sfidare i supercriminali. L'Uomo Ragno sceglie allora di trasportare sul pianeta i Fantastici Quattro, la supereroina Tempesta, presa dal gruppo degli X-Men, Capitan America, Iron Man, War Machine e la Gatta Nera e i suddetti escono vittoriosi da questa battaglia.
Successivamente l'Uomo Ragno viene trasportato dallo stesso Arcano in una dimensione alternativa dove deve vedersela con il più sanguinario e crudele dei suoi nemici: Carnage. L'Arcano e Madame Web, sua compagna, gli mostrano nel frattempo altre versioni di Peter Parker, tra cui il Ragno Rosso, conosciuto col nome di Ben Reilly, che spiega di essere il clone del Peter Parker della propria dimensione, che aveva avuto una vita molto difficile dato che perse, oltre ai genitori, anche la zia May. Per ultimo gli rimase solo lo zio Ben che morì lasciandolo solo, portando Peter alla follia.
Dopo essere divenuto l'Uomo Ragno si imbatté nello scienziato Miles Warren, che sperimentò su di lui le sue tecniche di clonazione. Ben, credendo di essere quel clone, cambiò identità per stare lontano dalla sua vita. Una volta che Ben divenne un eroe conosciuto come il Ragno Rosso, la cosa fece arrabbiare il Parker originale. Allora il dottor Curt Connors, studiando il loro DNA, arrivò alla conclusione che forse il clone poteva essere il creduto originale Peter Parker e non Ben. Questa rivelazione lasciò Peter scioccato, portando ad odiare con tutto se stesso Ben.
L'Uomo Ragno riesce tuttavia a far rinsavire il Ragno Carnage dopo avergli fatto incontrare lo zio Ben di una realtà alternativa, e il nemico, per evitare di creare ulteriori danni, entra in un portale dimensionale.
Tutti tornano alle loro dimensioni ad eccezione del protagonista e di un Uomo Ragno senza poteri, perché Madame Web vuole mostrare a Peter un'ultima cosa.
L'Uomo Ragno senza poteri ammette infine di essere l'attore che interpreta l'Uomo Ragno in una serie televisiva; Peter, essendo felice di fungere da ispirazione ai giovani per il proprio eroismo, incontra il suo creatore, Stan Lee. La serie si conclude con il ritorno dell'Uomo Ragno nella sua dimensione natale assieme a Madame Web, promettendo di cercare il suo amore Mary Jane per vivere con lei il resto della sua vita.
Il finale sembra fare da prologo a un seguito, che però non venne mai realizzato per via della cancellazione della serie.

## Episodi
| Stagione         | Episodi | Prima TV Stati Uniti |
| ---------------- | ------- | -------------------- |
| Prima stagione   | 13      | 1994-1995            |
| Seconda stagione | 14      | 1995-1996            |
| Terza stagione   | 14      | 1996                 |
| Quarta stagione  | 11      | 1997                 |
| Quinta stagione  | 13      | 1997-1998            |

## Personaggi

### Eroi e alleati
- Peter Parker/l'Uomo Ragno (Spider-Man): studente universitario e fotografo che lavora per la rivista Daily Bugle, rimasto orfano e allevato dagli zii fin dall'infanzia. Durante una dimostrazione scolastica sulla radioattività, venne morso da un ragno irradiato e scopre di essere dotato di una forza sovraumana, un'agilità estrema, l'abilità di attaccarsi ai muri, e il senso dei ragni che lo avverte di un eventuale pericolo immediato. Dopo aver messo alla prova i suoi poteri, riuscendo a sconfiggere facilmente un lottatore professionista, viene notato da un produttore televisivo, che lo lanciò nel mondo dello spettacolo. Per evitare di essere riconosciuto e rendersi interessante agli occhi del pubblico si cuce una maschera e un costume rosso e blu adatto alle sue nuove capacità, e, sfruttando le sue conoscenze scientifiche, inventa dei bracciali meccanici che lanciano ragnatele fatte di uno speciale fluido di sua invenzione. Durante uno spettacolo, al termine del quale incrocia un ladro, e, convinto che non sia un suo problema, lo lascia andare. Purtroppo, più tardi, lo stesso rapinatore che non aveva fermato prima spara a suo zio Ben, che, prima di morire gli suggerì la frase che lo ispirerà ad divenire l'Uomo Ragno che combatte il crimine, cioè "da un grande potere derivano grandi responsabilità'". Dopo aver fermato il rapinatore, diventa ufficialmente l'amichevole Uomo Ragno. Nel corso delle sue avventure, si trasforma anche nel terribile Ragno Uomo, una specie di ibrido tra un ragno e un uomo con sei braccia in grado di costruire una ragnatela organica, può sputare acido, e dotato di una forza maggiore. La sua intelligenza degrada a tale livello, mantenendo però la coscienza e i ricordi di Peter. Viene ritrasformato nell'Uomo Ragno con un antidoto.
- Felicia Hardy/la Gatta Nera[N 1] (Black Cat): in questo adattamento Felicia è un'esile e affascinante ragazza bionda di buona famiglia. Sua madre gestisce la ricca fondazione Hardy, mentre del padre non sa nulla. In seguito scopre che il padre, John Hardesky, era un ladro, che iniziò la sua carriera sottraendo, nei laboratori dove venne sviluppato Capitan America, la formula del supersoldato. In seguito, Felicia viene sottoposta alla formula del supersoldato e assume l'identità della Gatta Nera. Tra i poteri che la formula del supersoldato le dona vi è anche la facoltà di trasformarsi a piacere. Inizialmente oltre che per Peter svilupperà dei sentimenti per lo studente Michael Morbius finché quest'ultimo non diventa un vampiro, e una volta diventata Gatto Nero aiuta Morbius e Blade a dare la caccia a Miriam, regina dei vampiri e madre di Blade. Viene inoltre convocata dall'Uomo Ragno per le guerre segrete. È interessante notare come, nelle intenzioni degli autori della serie, questa versione di Felicia sia una fusione tra l'omonimo personaggio dei fumetti e Gwen Stacy.
- Eric Brooks/Blade: un essere metà uomo e metà vampiro, ma anche cacciatore di vampiri. L'Uomo Ragno lo incontra mentre dà la caccia a Morbius, ma è costretto a fermarlo spiegandogli che Morbius in realtà non è un vero vampiro, e va aiutato. I due riescono a sventare il piano del vampiro e più avanti nella serie affronteranno la Regina dei Vampiri, che si rivelerà essere la madre di Blade, insieme allo stesso Morbius (passato dalla parte dei buoni), e alla Gatta Nera.
- Matt Murdock/Devil[N 2] (Daredevil): in questa versione Matt Murdock è un avvocato di successo in cerca di prove per scoprire l'identità di Kingpin, perché da adolescente, Matt è rimasto coinvolto in un incidente durante il quale del materiale radioattivo lo ha accecato inducendolo al coma. Accecato dall'ira e desideroso di vendetta, il padre di Matt viene ucciso dallo stesso Kingpin. Matt scopre di essere dotato di una specie di 'senso radar' che gli permette di percepire ogni cosa. Peter diventa suo cliente dopo essere incastrato senza saperlo da Kingpin per una falsa accusa; unendo la forze nelle loro rispettive identità di supereroi riescono a trovare le prove della sua innocenza, e così Devil rivela a Peter che Wilson Fisk è Kingpin. Così Matt diventa il migliore amico di Peter, ed è al corrente della sua vera identità.
- Nick Fury: l'uomo a capo dello S.H.I.E.L.D.[N 3] che, grazie all'aiuto dell'Uomo Ragno, riesce a fermare il Camaleonte nel tentativo di omicidio di due delegati di pace durante la prima stagione. Ricompare nella quarta stagione, poiché lo S.H.I.E.L.D. per motivi di sicurezza nazionale detiene come prigioniero John Hardesky, padre di Felicia, l'unico essere vivente a conoscere la segreta formula del siero del supersoldato. Compare infine nella quinta stagione, quando mobilita l'intero S.H.I.E.L.D. per fermare Rheinholt Kragov diventato Electro.
- Sergei Kravinoff/Kraven il Cacciatore (Kraven the Hunter): in questo adattamento Sergei Kravinoff, alias Kraven, non è un vero nemico di Peter; si limita a perseguire i suoi scopi, combattendolo solo quando lo intralcia; cambia personalità durante la serie grazie all'amore della Dottoressa Mariah Crawford, che gli aveva salvato la vita usando un siero sperimentale, ma più tardi trasformandolo in Kraven. Arriva addirittura a salvare l'Uomo Ragno unendo le sue forze a quelle del Punitore, quando un agente mutageno aveva trasformato l'Uomo Ragno in un mostruoso Ragno-Uomo. Più avanti unirà le forze con l'Uomo Ragno e la Gatta Nera per fermare e curare la sua amata, mutata in una donna-bestia conosciuta come Calypso.
- Curt Connors/Lizard:[N 4][N 5] brillante scienziato che ha perso un braccio in guerra, e ha sperimentato un siero per farlo ricrescere utilizzando il DNA delle lucertole. Il siero gli fa ricrescere il braccio, ma poco dopo si trasforma nella 'Lucertola' un ibrido umano-lucertola, dotato di forza sovraumana con un forte desiderio di trasformare tutti in ibridi, inclusi sua moglie e suo figlio; ma l'Uomo Ragno glielo impedisce, riportandolo alla condizione umana. Così diventa un aiuto per Peter. Ma dopo un po' di tempo gli effetti del siero si manifestano di nuovo e si ritrasforma in una lucertola, ma dotata di intelletto. Purtroppo usa il siero sulle lucertole trasformandole in esseri senzienti che odiano chiunque non sia una lucertola o il loro "padre". L'Uomo Ragno lo affronta e convince la Lucertola, alias Dott. Connors, a rinunciare ai suoi piani malvagi, ma i suoi 'figli' si ribellano. Nel frattempo la Lucertola si ritrasforma nel dottor Connors, che, usando un antidoto, ritrasforma gli ibridi in lucertole, sventando il pericolo. Viene inoltre trasportato dall'Arcano nello spazio per le guerre segrete affinché combattesse per il Male, ma grazie a Reed Richards la mente di Connors prende il controllo del corpo di Lizard diventando così un alleato dell'Uomo Ragno e degli altri eroi.
- Michael Morbius: studente universitario e brillante scienziato che si è trasferito negli Stati Uniti per poter trovare la cura a una malattia, e a seguito del viaggio ha cominciato ad avere una relazione amorosa con Felicia. Durante un esperimento si ritrova trasformato in un vampiro che ha bisogno di plasma per sopravvivere. Inizialmente risulta essere perciò un pericolo, fino a quando non deciderà di smettere di prendere il plasma altrui e comincerà a cacciare vampiri insieme a Blade e alla Gatta Nera.
- Hobie Brown/Prowler:[N 6] inizialmente è un criminale che si fa dare da Kingpin una tuta per renderlo più potente, finirà per allearsi con l'Uomo Ragno dopo essersi reso conto dei problemi causatigli dal costume.
- Madame Web: appare nella terza e nella quinta stagione dove la vediamo dispensare in maniera criptica consigli all'Uomo Ragno in modo da prepararlo alla futura prova dell'Arcano. Peter inizialmente è un po' restio ad ascoltarla, ma poco a poco finirà con l'accettare l'aiuto della donna. Negli ultimi episodi riunisce diversi Uomini Ragni provenienti da altre dimensioni, in modo da formare una squadra, con a capo Peter, per fermare il Ragno Carnage il cui diabolico piano era di distruggere il tessuto spazio-tempo del nostro universo.
- Stephen Strange/il Dottor Strange (Doctor Strange): appare nel primo episodio della terza stagione dove aiuta l'Uomo Ragno a salvare Mary Jane, finita insieme ad altre persone in una setta con a capo il Barone Mordo che aveva il progetto di portare il malvagio Dormammu nella nostra dimensione.
- Frank Castle/il Punitore[N 7] (Punisher): in questa versione è un ex-poliziotto al quale una banda ha sterminato l'intera famiglia. Da allora ha intrapreso una guerra personale contro il crimine, diventato un vigilante freddo, spietato e violento. Appare diverse volte nella serie: nella terza stagione attacca l'Uomo Ragno pensando che sia lui il mostro che sta succhiando il sangue ai cittadini di New York (in realtà il colpevole è Morbius), poi cerca di distruggere un Peter trasformato in un mostruoso Ragno-Uomo venendo però fermato da Kraven che lo convince soltanto a catturarlo, per poterlo curare. Riappare anche nella quarta stagione offrendosi di aiutare la signora Watson a ritrovare Mary Jane, scomparsa durante una lotta tra l'Uomo Ragno e Goblin, arrivando anche a sospettare di Peter fin quando la ragazza non riappare all'improvviso.
- X-Men: la squadra di supereroi mutanti appare nella versione della serie del 1992 Insuperabili X-Men (ponendosi quindi in continuità con questa), con il gruppo composto da Ciclope, Tempesta, Wolverine, Gambit, Rogue, Jean Grey, Bestia[N 8] e Jubilee. L'Uomo Ragno li contatta per cercare un antidoto per il suo corpo che sta mutando, ma se ne va dopo che Xavier gli dice che lui non si occupa di curare i mutanti. La Bestia cerca tuttavia di aiutarlo, ma viene catturato dal dottor Herbert Landon, che, in combutta con Hobgoblin, sta sperimentando un siero per distruggere i mutanti. Mentre Wolverine e l'Uomo Ragno salvano il compagno il dottor Herbert inavvertitamente si trasforma in un mostro che verrà sconfitto dall'Uomo Ragno e dagli X-Men. Tempesta riapparirà anche nelle guerre segrete, convocata dall'Uomo Ragno per aiutarlo a sconfiggere il Male.
- Tony Stark/Iron Man e James Rhodes/War Machine: i due appaiono nelle loro versioni della serie Iron Man del 1994. War Machine e Iron Man appaiono nella terza stagione in cui cercano di aiutare l'Uomo Ragno a combattere Venom e Carnage alle prese del furto di un apparecchio delle Stark Industries, utile a liberare Dormammu dalla sua dimensione, per conto del Barone Mordo. I due nemici verranno fermati dall'Uomo Ragno, da Iron Man e War Machine. Stark inoltre appare più avanti nelle vesti civili dove licenzia l'inventore dell'apparecchio, il dottor Jonathan Ohnn, mentre riappaiono come Iron Man e War Machine durante le guerre segrete quando vengono convocati dall'Uomo Ragno.
- Steve Rogers/Capitan America (Captain America): creato dagli Alleati durante la Seconda Guerra Mondiale grazie al siero del supersoldato, in questa versione Capitan America è rimasto bloccato in un anello temporale in uno scontro infinito con il diabolico Teschio Rosso. Quando quest'ultimo viene liberato da Kingpin e ingannato dal Camaleonte, anche Steve si ritrova libero senza essere invecchiato di un anno. Insieme all'Uomo Ragno e ai Sei Guerrieri Americani (altri supersoldati con poteri più limitati e che erano invecchiati con il normale scorrere del tempo) sconfiggerà Teschio Rosso e suo figlio, Electro, finendo però nuovamente bloccato in un nuovo vortice temporale. Più avanti l'Uomo Ragno lo selezionerà per le guerre segrete.
- Fantastici Quattro: il noto supergruppo, formato da Mister Fantastic, la Donna Invisibile, la Torcia Umana e la Cosa compare durante le guerre segrete come alleati dell'Uomo Ragno, dopo essere stati protagonisti della serie I Fantastici Quattro.

### Nemici
- Wilson Fisk/Kingpin: in questa serie è il principale antagonista dell'Uomo Ragno; indiscusso e potente boss della malavita di New York, controlla segretamente la Oscorp. Nonostante abbia l'aspetto di una persona obesa, ha una forza sovrumana e un'intelligenza brillante. Ha al suo servizio moltissimi supercriminali, che scaglia spesso contro l'Uomo Ragno, nella speranza di liberarsi di lui, e delle macchine costruite per lui da Alistair Smythe, che verrà poi sostituito dal dottor Herbert Landon quando lo tradirà. Fu il primo a formare il gruppo dei Perfidi Sei, composti da Rhino, lo Scorpione, Mysterio, il Camaleonte, Shocker e il Dottor Octopus. Ha in corso una faida contro un altro boss del crimine, Silvermane. In questa versione Wilson è diventato un boss dopo che il padre l'aveva lasciato indietro durante un colpo facendolo finire in prigione da dove uscì più tardi. Sicuro e temprato dall'esperienza, inizia la sua ascesa al potere. Ha una moglie di nome Vanessa e un figlio di nome Richard.
- Alistair Smythe e Spencer Smythe: Spencer Smythe è uno scienziato che almeno inizialmente viene assunto da Norman per creare il primo robot ammazzaragni, con la promessa di creare una sedia speciale per il suo figlio paralizzato. Ma la costruzione del robot fallisce e Spencer muore apparentemente dopo l'esplosione del laboratorio della Oscorp. Il suo corpo in coma viene trovato da Kingpin che convince il figlio Alistair a lavorare per lui in cambio di una cura per il padre. Ma anche il robot ammazzaragni creato da Alistair fallisce, e Kingpin, a seguito dell'arresto del figlio, lo trasforma contro la sua volontà in un cyborg. Alistair si ribellerà e scapperà insieme al corpo del padre chiuso in una bara criogenica passando al servizio di Silvermane e aiutando nel corso della serie diversi super-criminali tra cui anche Teschio Rosso durante le guerre segrete, allo scopo di racimolare soldi per risvegliare il padre.
- Herbert Landon: scienziato alleato di Kingpin che, entrato in contatto con una sostanza atta a eliminare i mutanti, si è trasformato in un mostro. È successivamente tornato umano ma non completamente. Come aiutante di Kingpin sostituisce Alistair Smythe dopo che il suddetto comincia a lavorare per Silvermane.
- Lizard:[N 5] in questa versione il dottor Connors si trasforma in Lizard attraverso un ricombinatore neogenico, con il quale lo stesso Lizard intendeva tramutare tutti nella sua stessa specie prima di essere fermato e riportato nella forma del dottor Connors. Questi assisterà spesso l'Uomo Ragno anche se Lizard farà spesso la sua ricomparsa. Successivamente durante le guerre segrete la personalità di Connors prende il sopravvento sulla forma del Lizard che riesce a controllarla con l'aiuto di Mister Fantastic.
- Otto Octavius/il Dottor Octopus (Doctor Octopus): scienziato di notevole fama, Otto Octavius diventa il noto criminale dai tentacoli meccanici a seguito di un incidente in laboratorio all'interno della fondazione Hardy. Tenterà di vendicarsi di Anastacia Hardy, la madre di Felicia Hardy, per averlo licenziato rapendo la figlia della stessa Felicia in cambio di soldi per i suoi esperimenti. Progetterà anche di ricattarla dopo aver scoperto che il padre di lei era il ladro noto come il Gatto. Per gran parte della serie animata è alle dipendenze di Kingpin, da solo o nei Perfidi Sei, guidati sempre dal boss del crimine. Viene coinvolto nelle guerre segrete dove è costretto a lavorare con Teschio Rosso, dopo che il malvagio Dottor Destino conquista il suo impero e finirà per essere sconfitto dal gruppo di eroi guidati dall'Uomo Ragno.
- Jason Philip Macendale/Hobgoblin: in questa versione appare prima di Goblin. Il suo costume e le sue armi sono un'idea di Norman Osborn, che sperava di creare un problema a Kingpin, suo superiore. Hobgoblin è misterioso, astuto, ambizioso e inafferrabile. Dopo aver scoperto che l'uomo che doveva uccidere, Wilson Fisk, è Kingpin, cambierà spesso fazione a seconda della sua convenienza, (rapendo anche Harry) e riuscendo più volte a scappare dall'Uomo Ragno. La sua vera identità civile, ha il volto di Jason Philip Macendale, ed è riuscita a fidanzarsi per un periodo con Felicia Hardy fin quando quest'ultima non lo ha scoperto. Viene rapito da Norman Osborn, alias Goblin, insieme a Felicia rischiando di venire ucciso nell'acido; l'Uomo Ragno salverà entrambi e Macendale finirà in prigione.
- Eddie Brock/Venom: nella serie animata il simbionte[N 9] è arrivato sulla Terra grazie alla navicella spaziale di John Jameson. Inizialmente entra in simbiosi con l'Uomo Ragno, dotandolo di un costume completamente nero, con lo stemma di un grande ragno bianco sul petto e un riflesso blu, come nei fumetti. Il costume fa diventare l'Uomo Ragno molto più forte e veloce, gli garantisce l'abilità di lanciare ragnatele organiche senza dover usare i suoi lancia-ragnatele, e l'abilità di cambiare il costume in vestiario comune e viceversa, ma poi Peter diventa sempre più violento mentre indossa questo costume, arrivando quasi ad uccidere Rhino e Shocker; tuttavia dopo poco il simbionte si unisce a Eddie Brock creando Venom, un essere molto simile all'Uomo Ragno in costume nero, con tutti i suoi poteri ma più muscoloso, dotato di una bocca dai denti aguzzi e da una lingua affilata. Inoltre il suo costume manda un bagliore di un colore tra il rosso e il blu, a differenza dell'Uomo Ragno che aveva un riflesso completamente blu. Eddie inizialmente lavora come reporter al Bugle venendo però licenziato quando confeziona un falso scoop sull'identità dell'Uomo Ragno e incolpando quest'ultimo dei suoi guai, dopo aver perso un secondo lavoro. Eddie, che ora conosce tutti i segreti dell'Uomo Ragno, lo affronta ma viene sconfitto e separato dal simbionte. Si riunisce con lui più avanti mentre lavora per Carnage; ma quando la donna che lo aveva in cura e che amava, rischia di morire a causa di quest'ultimo, Eddie aiuta l'Uomo Ragno come Venom, combattendo contro Dormammu e Carnage. Si sacrifica lanciandosi con Peter in un portale di un'altra dimensione, ma distruggendo l'unica via per consentire a Dormammu di entrare e intrappolando insieme a lui, lo stesso Carnage. A differenza dell'Uomo Ragno, Venom si riferisce a se stesso con il pronome "noi" invece che con l'"io", implicando l'esistenza di un conflitto tra lo stesso Eddie e l'alieno simbionte.
- Cletus Kasady/Carnage: nella serie animata Carnage viene partorito da Venom naturalmente e non accidentalmente. La parte umana è un folle e sadico criminale di nome Cletus Kasady, catturato dall'Uomo Ragno, prima che si unisse al simbionte. La sua nascita è dovuta a Dormammu e al Barone Mordo che pianificavano di usare l'energia che Carnage sottraeva alle sue vittime per permettere al demone di entrare nel nostro universo. Sopravvive a un primo confronto con l'Uomo Ragno, Iron Man e Venom, ma viene sconfitto del tutto nell'ultimo episodio grazie al sacrificio di un Peter Parker proveniente da un'altra dimensione.
- Ragno Carnage (Spider-Carnage): verso la fine della serie, il nemico finale si rivela essere un Carnage di un'altra dimensione legatosi a Peter trasformandolo così in un essere malvagio, il Ragno Carnage, che intendeva distruggere tutte le Realtà Dimensionali esistenti, ma verrà fermato grazie ad un Peter e allo zio Ben di un universo alternativo dove è ancora vivo, riportandolo alla ragione, ma non riuscendo a liberarsi di Carnage, così il Peter della dimensione alternativa si butta in un portale che si autodistrugge.
- Norman Osborn/Goblin I[N 10] (Green Goblin): fondatore e proprietario della Oscorp, azienda scientifica perlopiù militare, e padre di Harry Osborn. In questa versione Norman appare dall'inizio della serie, ma si trasforma in Goblin solo nella terza stagione. Inizialmente in debito con Kingpin assume Hobgoblin per ucciderlo, ma il piano fallirà a causa dell'Uomo Ragno; inoltre Hobgoblin rapirà suo figlio Harry per ottenere armi più potenti, e di nuovo sarà Peter a salvare il figlio. Quando assume le sembianze del Goblin, anziché perseguitare l'Uomo Ragno, combatte le persone che nella vita reale rendono la vita difficile al suo alter ego Osborn, come Kingpin. In questa versione, inoltre, Osborn soffre di doppia personalità, poiché vede spesso il suo alter ego, Goblin, chiedergli di uscire e lasciarlo libero. Viene sconfitto definitivamente verso la fine della terza serie, durante uno scontro con l'Uomo Ragno sul ponte di Brooklyn, dopo che aveva scoperto la vera identità di Peter, e aveva rapito Mary Jane, che scomparirà in un buco nero durante lo scontro. Colpito accidentalmente dal suo stesso aliante, viene risucchiato anch'egli da un buco nero che lo trasporta in un'altra dimensione. A seguito della sua scomparsa, sarà il figlio Harry ad ereditare l'identità di Goblin, con Norman che in qualche modo riuscirà a comunicare con lui, incoraggiandolo a seguire le sue orme.
- Harry Osborn/Goblin II (Green Goblin): compagno di stanza di Peter e suo amico, nonché rivale in amore nei confronti di Mary Jane. Quando il Goblin originale gli appare dalla Zona Negativa viene convinto a prenderne il suo posto in cambio di sapere dove si trovava suo padre. Attacca così l'Uomo Ragno più volte, venendo a sua volta attaccato dal Punitore, fin quando Peter non gli rivela che Goblin e suo padre sono la stessa persona. Harry subisce un tale trauma da finire al manicomio criminale. Tornerà ad attaccare Peter e MJ durante il loro matrimonio, ma verrà fermato grazie anche all'aiuto di Liz Allen che lo convincerà che è lei che lo ama.
- Rheinholt Kragov/Electro: molto diverso rispetto alla sua versione su carta, Electro qui è Rheinholt Kragov, figlio del Teschio Rosso e fratellastro del Camaleonte. I suoi poteri elettrici risultano essere molto più forti e potenti rispetto alle altre versioni e viene sconfitto solo grazie ad un inganno orchestrato dall'Uomo Ragno che lo intrappola in un loop temporale.
- Hydro-Man[N 11]: in questa serie Hydro-Man è l'ex ragazzo di Mary Jane e utilizza i suoi poteri per perseguitare la ragazza; verrà sconfitto dall'Uomo Ragno che lo porterà lontano dalla fonte del suo potere, disidratandolo e facendolo evaporare. Più avanti, dai suoi resti, verrà creato un suo clone dal dottor Miles Warren che ne farà anche uno di Mary Jane. Ma la ragazza, ignara della sua natura, si mostrerà comunque innamorata di Peter tornando da lui, così il nuovo Hydro-Man li attaccherà entrambi durante la luna di miele. Warren scoprirà che i due cloni sono instabili e infatti finiranno entrambi per autodistruggersi.
- Perfidi Sei: ispirati ai Sinistri Sei dei fumetti, nella serie animata la formazione è composta da Rhino, lo Scorpione, Mysterio, il Camaleonte, Shocker e il Dottor Octopus, ed è guidata da Kingpin. L'Avvoltoio sostituirà Mysterio dopo che quest'ultimo muore in un'esplosione.
- Il Camaleonte[N 12] (Chamaleon): è una spia e un killer al servizio di Kingpin; è capace di assumere le sembianze di qualsiasi persona, grazie ad un congegno che porta sulla cintura. Diversamente dal fumetto, si scoprirà più avanti che è il figlio adottivo del Teschio Rosso (che gli ha insegnato a trasformarsi) e userà Kingpin per liberare suo padre e suo fratello Rhienholdt Kragov, Electro. Mentre questi ultimi verranno sconfitti, il destino del Camaleonte rimane incerto.
- Mac Gargan/lo Scorpione[N 13] (Scorpion): in questo adattamento lo Scorpione non è completamente cattivo; viene assunto da Jameson per sottoporlo a un esperimento di Farley Stillwell che lo trasforma nello Scorpione. Riesce a battere l'Uomo Ragno nel primo scontro, ma scopre che il suo corpo sta mutando in seguito all'esperimento e verrà sconfitto. Il suo scopo è di tornare ad essere l'umano Mac Gargan. Per questo si metterà al servizio di Kingpin, che spera sia in grado di aiutarlo. Cercherà poi aiuto dall'Avvoltoio finendo però sempre per fallire.
- Quentin Beck/Mysterio: appare all'inizio tentando di incolpare l'Uomo Ragno per dei crimini da lui stesso commessi, ma viene smascherato e arrestato. Una volta evaso entrerà a far parte dei Perfidi Sei. Nella sua ultima apparizione sarà costretto a lavorare con l'Uomo Ragno per fermare la sua ex, Miranda Wilson, un'attrice rimasta sfigurata dopo un incidente e che lui aveva trasformato in un cyborg, che rapisce Mary Jane per trasferire la sua mente nel suo corpo. Muore apparentemente insieme a Miranda
- Aleksei Sytsevich/Rhino: un uomo tutto muscoli e niente cervello che veste una tuta corazzata dotata di un corno da rinoceronte. È al servizio di Kingpin e membro dei Perfidi Sei.
- Herman Schultz/Shocker: è un criminale al servizio di Kingpin e membro dei Perfidi Sei. Smythe gli consegna dei bracciali che gli conferiscono l'abilità di sparare onde d'urto. È il primo a scontrarsi ed essere quasi ucciso dall'Uomo Ragno col costume nero e alieno.
- Adrian Toomes/l'Avvoltoio (Vulture): è un anziano in grado di inventare una tecnologia con la quale sottrarre la giovinezza degli esseri umani, tentativo di cui sarà vittima anche l'Uomo Ragno. Tuttavia gli effetti saranno solo temporanei e verrà ingannato dal dottor Connors che lo riporterà al suo stato normale. Sostituirà Mysterio nei Perfidi Sei.
- Silvermane: è un vecchio boss del crimine, rivale di Kingpin. Ha una figlia di nome Alisha. È ossessionato dall'immortalità e dall'eterna giovinezza; il suo principale obbiettivo è di impossessarsi della Tavola del Tempo, costringendo il dottor Connors ad aiutarlo con il ricatto del rapimento della sua famiglia. Ma la tavola lo riporterà allo stato di un neonato. Venne poi rubata dalla Testa di Martello. Nonostante il suo stato, Silvermane, accudito dalla figlia, conserva il suo intelletto e più avanti rapirà la Gatta Nera con lo scopo di catturare l'Uomo Ragno e scambiare il suo corpo con quello dell'eroe. I suoi piani verranno scombinati dall'Avvoltoio, ma in seguito ritornerà ad essere un vecchio boss.
- Testa di Martello[N 14] (Hammerhead): è un criminale con la testa ricoperta di adamantio. All'inizio è al servizio di Silvermane, ma decide di passare dalla parte di Kingpin sottraendo, alla fine, e per lui la Tavola del Tempo, vendendola infine ad Adrian Toomes.
- Lapide[N 15] (Tombstone): è un criminale che in seguito ad un incidente è diventato una specie di morto vivente dalla pelle bianca, privo della necessità di respirare. Al servizio di Silvermane, crea una banda dove entrerà Randy, il figlio di Robbie Robertson, arrivando così a ricattare il padre al fine di non fargli pubblicare una notizia su Alisha Silvermane. Verrà catturato dall'Uomo Ragno e messo in carcere dove incontrerà Richard Fisk, il figlio di Kingpin. I due riusciranno ad incastrare Robbie (che Lapide conosceva fin da ragazzo e con cui ha un conto in sospeso), che finirà con loro in prigione, ma grazie all'Uomo Ragno e a Jameson verrà liberato.
- Victor Von Doom/Dottor Destino[N 16] (Doctor Doom): coinvolto nelle guerre segrete, costruirà una Nuova Latveria questa volta governandola pacificamente. Per guadagnarsi la fiducia degli eroi ritrasforma La Cosa in un essere umano, grazie alla tecnologia aliena del pianeta, venendo così a sapere che tutta la "sfida" venne orchestrata dall'Arcano. Il suo vero scopo si rivela così rubare i poteri dell'Arcano con i quali sconfigge gli eroi e scaccia via i criminali rivali. Tuttavia i poteri si rivelano troppo difficili da controllare e finirà per essere sconfitto.

### Altri
- Mary Jane Watson: in questa serie Mary Jane incontra Peter per la prima volta nel terzo episodio, sostituendo a poco a poco Felicia come interesse amoroso di Peter. A causa di un equivoco finirà temporaneamente per avere una relazione con Harry, fin quando non si accorgerà che il ragazzo era troppo immaturo per lei e tornerà da Peter. Purtroppo verrà rapita dal Goblin che la porterà sul ponte George Washington. Nel corso della colluttazione tra Goblin e l'Uomo Ragno cadrà in un buco nero creato dall'apparecchio del Goblin finendo in un'altra dimensione. Nel finale di serie Madame Web promette a Peter che andranno alla ricerca della vera Mary Jane, ma essa non apparirà più nel corso della serie. Il posto di Mary Jane verrà preso dal suo clone, creato dal professor Warren e Hydro-Man, che ignaro della sua natura troverà Peter. I due finiranno persino per sposarsi e Peter le rivelerà il suo segreto. Il clone però finirà per morire essendo instabile anche se la ragazza ammetterà che i suoi sentimenti erano genuini; nella versione italiana, tuttavia, questo non viene mai spiegato poiché gli episodi 59 e 60 che avrebbero rivelato la vera natura del clone non furono mai trasmessi in Italia. La scomparsa di Mary Jane e la creazione del suo clone soppiantano, nella serie televisiva, la morte di Gwen Stacy e la sua clonazione per mano di Warren. A dispetto del brusco termine della serie animata, la ragazza riappare, insieme allo stesso Peter, nell'episodio finale della prima stagione della serie X-Men '97, rivelando così dopo 26 anni che Peter è riuscito a trovare e salvare la vera Mary Jane[3]. Curiosamente, Mary Jane era già comparsa di sfuggita, insieme al Dottor Strange, anche nella serie animata Insuperabili X-Men (precisamente nell'episodio Uno strano mutante).
- May Parker: è la zia di Peter Parker, nonché sua madre adottiva, e vedova del compianto zio Ben. In questa serie zia May è molto simile alla sua versione classica.
- Anna Watson: è la zia di Mary Jane e amica di May Parker, ma vede di cattivo occhio Peter Parker, sconsigliando ripetutamente alla nipote di stare con lui.
- J. Jonah Jameson: direttore del Daily Bugle, anche Jameson non cambia molto rispetto alla sua versione del fumetto, tranne che per la spiegazione del suo odio per l'Uomo Ragno: in realtà è un odio in generale per tutti gli uomini in maschera, dopo che sua moglie Julia venne uccisa al suo posto alcuni anni prima da un uomo mascherato e da allora non si è più ripreso dal dolore per la grave perdita, tanto da farsi venire un brutto carattere per cercare di lenirlo. Assume Matt Murdock per difendere Peter quando viene incastrato, impegnandosi in seguito personalmente a liberare il suo vice, Robbie, quando a sua volta viene incastrato in un crimine che non ha commesso. Suo figlio John è un astronauta della NASA e, dopo l'assassinio della moglie, l'unico parente che gli è rimasto, per questo cerca sempre di salvarlo quando si trova in pericolo, perché se perdesse allo stesso modo anche lui questa volta non sopravvivrebbe al dolore.
- Joseph "Robbie" Robertson: Robbie è il capodirettore del Daily Bugle il cui compito spesso è tentare dai far ragionare Jameson. In passato fu amico dell'uomo che diventerà poi il criminale Lapide, sentendosi in colpa quando lo tradì, mentre scappavano dalla polizia. Ironicamente suo figlio Randy entrerà nella banda di Lapide costringendo il padre e l'Uomo Ragno a salvarlo. Più avanti lo stesso Robbie verrà incastrato e incarcerato; rischierà di essere ucciso da Lapide, ma viene salvato dall'Uomo Ragno e Jameson, che dimostreranno la sua innocenza.
- Flash Thompson: appare nella serie come studente universitario che odia Peter e idolatra l'Uomo Ragno come eroe solitario. Dopo aver tentato inutilmente di far colpo su Felicia, finirà più avanti per avere una relazione con Debra Whitman.
- Debra Whitman: amica di Peter che diventerà l'assistente di Curt Connors. Durante la serie comincia ad avere una relazione con Flash Thompson, pur dimostrando di essere stata innamorata anche di Michael Morbius.
- Terri Lee: creata solo per questa serie, è un'ispettrice di polizia che spesso si troverà coinvolta in casi che riguardano Peter e l'Uomo Ragno. Si innamorerà di Blade. Per certi versi il suo personaggio è simile al detective Jean DeWolff, personaggio presente nel fumetto ma non nella serie animata.
- Jonathan Ohnn/la Macchia (Spot): dopo essere stato licenziato da Stark, il dottor Jonathan Ohnn svilupperà, grazie a Kingpin, un apparecchio in grado di creare portali dimensionali finendone però vittima e trasformandosi nella Macchia, un essere in grado di creare e muoversi attraverso i portali da lui stesso creati. Inizialmente usa i suoi poteri per finanziare illegalmente le sue ricerche, fin quando Kingpin non prende la sua fidanzata in ostaggio per costringerlo ad uccidere l'Uomo Ragno. Una volta sconfitto si allea con Peter, contro Kingpin, finendo, in un momento d'impeto, di far apparire un enorme portale che inghiottirà tutta la città. Per fermare Kingpin, La Macchia sarà costretto a sacrificarsi.
- Gwen Stacy: come detto in precedenza, non appare come personaggio principale perché la serie, essendo rivolta principalmente ad un pubblico adolescente, non ritenne opportuno mostrarne l'uccisione per mano del Goblin. Tuttavia in questa versione Gwen esiste in un universo alternativo, ed è fidanzata con il corrispondente Peter Parker. Appare solo nell'ultimo episodio della serie.

## Produzione
La serie venne prodotta dai Marvel Studios tra il 1994 e il 1998, ma venne cancellata a causa di disaccordi con il canale televisivo, visto che erano pianificati almeno altri venti episodi. La serie, infatti, venne pesantemente censurata dalla Fox: per esempio, vennero eliminate le parole "morte" e "uccidere", rimpiazzate completamente con parole meno "cruente", come "sconfiggere". All'Uomo Ragno fu impedito di tirare pugni e calci. Le scene di violenza sono state pesantemente censurate, rimuovendo la maggior parte delle parti in cui l'Uomo Ragno picchia o viene picchiato.

## Ambientazione nel Multiverso Marvel
Secondo la terminologia del Multiverso Marvel la serie animata è ambientata principalmente nell'universo Terra-92131, lo stesso nella quale hanno luogo la maggior parte degli episodi della serie Insuperabili X-Men. Tuttavia negli ultimi due episodi si sono viste o sono state menzionate anche altre realtà:
- Terra-98311: realtà dalla quale provengono il Ragno Carnage e il Ragno Rosso.
- Terra-39811: realtà dalla quale proviene l'Uomo Ragno che non è guarito dalla mutazione genetica.
- Terra-11983: realtà dalla quale proviene l'Uomo Ragno che ha preso possesso delle braccia robotiche del Dottor Octopus.
- Terra-31198: realtà dalla quale proviene l'Uomo Ragno miliardario, nonché l'universo visitato dall'Uomo Ragno di Terra-92131 e dal Ragno Carnage nell'ultimo episodio.
- Terra-38119: realtà dalla quale proviene l'Uomo Ragno privo di poteri, dove il supereroe è il personaggio di una serie televisiva.

Non è noto il nome della realtà, mostrata brevemente nel penultimo episodio, nella quale il Ragno Carnage riesce a far esplodere la bomba che porterà alla distruzione dell'universo.

## Edizione italiana
L'edizione italiana è stata inizialmente trasmessa dalla Rai negli anni '90, venendo invece successivamente trasmessa su Italia 1 e su Fox Kids nei decenni successivi. Nella versione italiana, per motivi ignoti, non risultano presenti il 59º e il 60º episodio, nonostante il secondo fosse molto importante per la comprensione della trama generale. L'edizione italiana presenta inoltre alcuni errori di traduzione o adattamento: nel secondo episodio, per esempio, in una scena Flash Thompson si riferisce all'Uomo Ragno chiamandolo col suo vero nome, nonostante non conosca la sua vera identità. Un caso simile si ha nell'episodio Il Goblin Verde, dove in una scena l'Uomo Ragno si riferisce a Fisk chiamandolo "Kingpin", nonostante lui non sapesse ancora che i due sono la stessa persona. L'adattamento italiano spesso non tiene conto della terminologia italiana usata nei fumetti, e si hanno perciò diversi casi di personaggi chiamati col loro nome originale (come lo Scorpione, Lapide o Testa di Martello), o viceversa di casi in cui vengono tradotti nonostante nei fumetti venissero chiamati col nome originale (come Lizard o Prowler, tradotti come "la Lucertola" e "il Predatore" nel cartone, anche se il primo verrà chiamato col nome originale negli ultimi episodi). Da segnalare che si hanno inoltre diversi casi di personaggi che vengono chiamati in più modi diversi all'interno della serie, per esempio il nome di Goblin è stato inizialmente tradotto in "Goblin Verde", per poi mantenere l'originale "Green Goblin" e, similmente, i nomi di Lizard e del Camaleonte sono stati inizialmente tradotti e poi lasciati in inglese. È inoltre da notare che nell'adattamento italiano i nomi di Kingpin e di Hobgoblin sono talvolta preceduti da un articolo ("il Kingpin", "l'Hobgoblin") e talvolta no. Il simbionte che dà vita a Venom, inoltre, in alcuni episodi della serie viene chiamato "il Mutante": ciò può creare confusione, in quanto questo appellativo viene anche riferito all'Uomo Ragno quando quest'ultimo si trasforma nel Ragno Uomo; oltre a ciò, nella serie appaiono in alcuni episodi anche i mutanti della serie Insuperabili X-Men.

## Doppiaggio
| Personaggio                           | Doppiatore originale                                                                           | Doppiatore italiano |
| ------------------------------------- | ---------------------------------------------------------------------------------------------- | --- |
| Peter Parker/Uomo Ragno               | Christopher Daniel Barnes (giovane adulto) Warren Sroka (bambino) Peter Mark Richman (anziano) | Stefano Onofri (adulto e bambino st. 2) Laura Latini (bambino st. 5)                                                                                                |
| Mary Jane Watson                      | Sara Ballantine                                                                                | Barbara Berengo Gardin |
| Felicia Hardy/Gatta Nera              | Jennifer Hale                                                                                  | Paola Valentini |
| Zia May                               | Linda Gary                                                                                     | Isa Di Marzio (ep. 1×1-3×11) Graziella Polesinanti (ep. 3×14+) |
| Anna Watson                           | Majel Barrett                                                                                  | ? |
| J. Jonah Jameson                      | Edward Asner                                                                                   | Giorgio Gusso (st. 1) Dante Biagioni (ep. 2×1) Gino Pagnani (ep. 2×7-4×9) Goffredo Matassi (ep. 5×1-5×2) Giancarlo Padoan (ep. 5×3) Gianni Vagliani (ep. 5×12-5×13) |
| Robbie Robertson                      | Rodney Saulsberry                                                                              | Stefano Carraro (st. 1, ep. 2×10-5×5) Antonio Angrisano (ep. 2×7) Mario Bombardieri (ep. 5×12-5×13) Francesco Pezzulli (ragazzo)                                    |
| Curt Connors/Lizard                   | Joseph Campanella                                                                              | Renato Cortesi (st. 1) Maurizio Reti (st. 2-ep. 4×6) Guido Sagliocca (ep. 4×10+)                                                                                    |
| Harry Osborn/Goblin II                | Gary Imhoff                                                                                    | Giorgio Milana (st. 1, ep. 2×9+) Daniele Valenti (ep. 2×8) |
| Flash Thompson                        | Patrick Labyorteaux                                                                            | ? (ep. 1×2-1×3, 2×8-5×1) Davide Lepore (ep. 1×8-1×11) Marco Bolognesi (ep. 2×1) Daniele Valenti (ep. 5×13)                                                          |
| Debra Whitman                         | Liz Georges                                                                                    | Federica De Bortoli (st. 1) Cinzia Villari (st. 2, ep. 3×14+) Monica Bertolotti (ep. 3×10)                                                                          |
| Kingpin                               | Roscoe Lee Browne                                                                              | Norman Mozzato |
| Alistair Smythe                       | Maxwell Caulfield                                                                              | Nino D'Agata |
| Norman Osborn/Goblin I                | Neil Ross                                                                                      | Diego Reggente (st. 1-3) Ambrogio Colombo (st. 4-5) |
| Otto Octavius/Dottor Octopus          | Efrem Zimbalist Jr.                                                                            | Renato Cortesi (st. 1) Ambrogio Colombo (ep. 2×1-5×2, 5×10) Vladimiro Conti (ep. 5×3-5×6)                                                                           |
| Terri Lee                             | Dawn Lewis                                                                                     | Stefania Romagnoli |
| Nick Fury                             | Phillip Abbot (st. 1) Jack Angel (st. 4-5)                                                     | Gabriele Carrara (st. 1) Saverio Indrio (st. 4) Mario Bombardieri (ep. 5×2) Ambrogio Colombo (ep. 5×4-5×6)                                                          |
| Jason Philip Macendale/Hobgoblin      | Mark Hamill                                                                                    | Massimo Milazzo (st. 1-2, 5) Stefano Billi (ep. 3×5) Oliviero Dinelli (ep. 3×12-3×13)                                                                               |
| Herman Schultz/Shocker                | Jim Cummings                                                                                   | Diego Reggente (st. 1-2) Vladimiro Conti (st. 4) Marco Bolognesi (st. 5)                                                                                            |
| Mac Gargan/Scorpione                  | Martin Landau (st. 1-2) Richard Moll (st. 4-5)                                                 | Nello Riviè (st. 1) Antonio Angrisano (ep. 2×1-2×2, 4×5) Giorgio Locuratolo (ep. 2×14) Mario Bombardieri (ep. 5×1, 5×3-5×5) Vladimiro Conti (ep. 5×2)               |
| Quentin Beck/Mysterio                 | Gregg Berger                                                                                   | Gino Pagnani (st. 1-2) Saverio Indrio (ep. 4x9) Ambrogio Colombo (ep. 4×10)                                                                                         |
| Adrian Toomes/Avvoltoio               | Eddie Albert (anziano) Edward Albert (giovane)                                                 | Enzo Avolio (ep. 2×12-5×2, 5×4-5×6) Guido Sagliocca (ep. 5×3) |
| Rhino                                 | Don Stark (ep. 1×8-5×4) Richard Moll (ep. 5×5)                                                 | Nello Riviè |
| Eddie Brock/Venom                     | Hank Azaria                                                                                    | Marco Bolognesi |
| Barone Mordo                          | Tony Jay                                                                                       | Diego Reggente |
| Dormammu                              | Ed Gilbert                                                                                     | Norman Mozzato |
| Cletus Kasady/Carnage                 | Scott Cleverdon                                                                                | Davide Lepore |
| Herbert Landon                        | David Warner                                                                                   | Gabriele Carrara |
| Michael Morbius                       | Nick Jameson                                                                                   | Giuliano Santi |
| Silvermane                            | Jeff Corey                                                                                     | Pino Ferrara |
| Testa di Martello                     | Nicky Blair                                                                                    | Mario Bombardieri (ep. 2×2) Diego Reggente (ep. 2×11-2×12) Toni Orlandi (ep. 2×13)                                                                                  |
| Madame Web                            | Joan Lee                                                                                       | Anna Teresa Eugeni (st. 3) Mirella Pace (st. 5) |
| Teschio Rosso                         | David Warner (st. 4) Earl Boen (st. 5)                                                         | ? (st. 4) Massimo Milazzo (st. 5) |
| Rheinholdt Kragov/Electro             | Phil Proctor                                                                                   | Giorgio Locuratolo |
| Silver Sable                          | Mira Furlan                                                                                    | Valeria Perilli |
| Dottor Farley Stillwell               | Michael Rye                                                                                    | Gabriele Carrara |
| Mariah Crawford/Calypso               | Susan Beaubian                                                                                 | Stefania Giacarelli (st. 1, 4) ? (st. 2) |
| Sergei Kravinoff/Kraven il Cacciatore | Gregg Berger                                                                                   | Gabriele Carrara (st. 1, 4) Diego Reggente (st. 2) |
| Glory Grant                           | Nell Carter                                                                                    | Stefania Giacarelli |
| Morrie Bench/Hydro-Man                | Rob Paulsen                                                                                    | Marco Bolognesi |
| Ororo Munroe/Tempesta                 | Alison Sealy-Smith                                                                             | Barbara Berengo Gardin (st. 2) Valeria Perilli (st. 5) |
| Dottor Henry "Hank" McCoy/Bestia      | George Buza                                                                                    | Dante Biagioni |
| Logan/Wolverine                       | Cathal J. Dodd                                                                                 | Diego Reggente |
| Genevieve                             | Laurie O'Brien                                                                                 | Stefania Romagnoli |
| Scott Summers/Ciclope                 | Norm Spencer                                                                                   | Giuliano Santi |
| Gambit                                | Chris Potter                                                                                   | Stefano Billi |
| Rogue                                 | Lenore Zann                                                                                    | Antonella Rinaldi |
| Charles Xavier                        | Cedric Smith                                                                                   | Pino Ferrara |
| Frank Castle/Punitore                 | John Beck                                                                                      | Ambrogio Colombo (st. 2) Saverio Indrio (st. 4) |
| Microchip                             | Robert Axelrod                                                                                 | Dante Biagioni |
| Whistler                              | Oliver Muirhead                                                                                | Gerolamo Alchieri (st. 2) Ambrogio Colombo (st. 4) |
| Blade                                 | J.D. Hall                                                                                      | Saverio Indrio (st. 2) Giorgio Locuratolo (st. 4) Daniele Valenti (st. 5)                                                                                           |
| Lapide                                | Dorian Harewood                                                                                | Vladimiro Conti Davide Lepore (ragazzo) |
| Richard Fisk                          | Nick Jameson                                                                                   | ? (ep. 3×6) Tony Sansone (ep. 3×7) ? (ep. 4×1) Nino D'Agata (ep. 4×11)                                                                                              |
| Wong                                  | George Takei                                                                                   | Dante Biagioni |
| Stephen Strange/Dottor Strange        | John Vernon                                                                                    | Gabriele Carrara |
| Mousie                                | Anne-Marie Johnson                                                                             | Doriana Chierici |
| Signora Farrell                       | Telma Hopkins                                                                                  | Doriana Chierici |
| Matthew "Matt" Murdock/Devil          | Edward Albert                                                                                  | Maurizio Romano |
| Tony Stark/Iron Man                   | Robert Hays                                                                                    | Ambrogio Colombo (ep. 3×10-3×11) ? (ep. 3×12) Giorgio Locuratolo (ep. 5×9-5×11) ? (ep. 5×12)                                                                        |
| Jim Rhodes/War Machine                | James Avery                                                                                    | Maurizio Romano |
| Ashley Kafka                          | Barbara Goodson                                                                                | ? (st. 3) ? (st. 5) |
| Sylvia Lopez                          | Wanda DeJesus                                                                                  | Renata Biserni |
| Nora                                  | ?                                                                                              | Anna Teresa Eugeni |
| Miriam                                | Nichelle Nichols                                                                               | Renata Biserni (st. 4) ? (st. 5) |
| Martha Connors                        | Giselle Loran                                                                                  | Renata Biserni |
| Angela                                | Anne-Marie Johnson                                                                             | Stefania Giacarelli |
| Jonathan Ohnn/Macchia                 | Oliver Muirhead                                                                                | ? |
| Hobie Brown/Prowler                   | Tim Russ                                                                                       | Alberto Caneva |
| Richard Parker                        | ?                                                                                              | Gabriele Carrara |
| Mary Parker                           | ?                                                                                              | Doriana Chierici |
| Steve Rogers/Capitan America          | James Hayter                                                                                   | Saverio Indrio |
| Madelyne Joyce/Miss America           | Kathy Garver                                                                                   | Renata Biserni |
| Keen Marlow/Distruttore               | Roy Dotrice                                                                                    | Giancarlo Padoan (ep. 5×2) Toni Orlandi (ep. 5×4-5×6) |
| Bob Frank/Trottola                    | Walker Edmindson                                                                               | Goffredo Matassi |
| Omar Mosley/Black Marvel              | Paul Winfield                                                                                  | Franco Zucca |
| Jerry Carstairs/Thunderer             | Hansford Rowe                                                                                  | Luciano Roffi |
| Arcano                                | Earl Boen                                                                                      | Franco Zucca |
| Reed Richards/Mister Fantastic        | Cam Clarke                                                                                     | Vladimiro Conti |
| Ben Grimm/Cosa                        | Patrick Pinney                                                                                 | Wladimiro Grana |
| Johnny Storm/Torcia Umana             | Quinton Flynn                                                                                  | Maurizio Reti |
| Susan Storm/Donna Invisible           | Gail Matthius                                                                                  | Michela Alborghetti |
| Victor Von Doom/Dottor Destino        | Tom Kane                                                                                       | Enzo Avolio |
| Ben Reilly/Ragno Rosso                | Christopher Daniel Barnes                                                                      | Stefano Onofri |
| Ragno Carnage                         | Christopher Daniel Barnes                                                                      | Stefano Onofri |
| Attore che interpreta l'Uomo Ragno    | Christopher Daniel Barnes                                                                      | Stefano Onofri |
| Gwen Stacy                            | Mary Kay Bergman                                                                               | Laura Latini |
| Zio Ben                               | Brian Keith                                                                                    | Mario Bombardieri (st. 2) Giuliano Santi (st. 5) |
| Stan Lee                              | Stan Lee                                                                                       | Nello Riviè |

## Riconoscimenti
- 1995[6] - Annie Awards
  - Nomination - Miglior sceneggiatura in una produzione televisiva d'animazione a John Semper per l'episodio Il giorno del Camaleonte
- 1995[7] - Daytime Emmy Awards
  - Nomination - Miglior doppiaggio in una produzione televisiva d'animazione a Roscoe Lee Browne (Kingpin)
- 1996[8] - Daytime Emmy Awards
  - Nomination - Miglior doppiaggio in una produzione televisiva d'animazione a Edward Asner (J. Jonah Jameson)
- 1996 - NAACP Image Award
  - Nomination - Miglior produzione televisiva d'animazione, live-action o drammatica

## Influenza culturale

### Fumetti
La serie, similmente al coevo e connesso cartone sugli X-Men, ispirò ai tempi della sua trasmissione una serie a fumetti che adattava liberamente le trame degli episodi, intitolata Spider-Man Adventures e pubblicata per 15 numeri tra il dicembre 1994 e il febbraio 1996. Altri 12 numeri, con storie originali, vennero pubblicati tra l'aprile 1996 e il marzo 1997 con il titolo Adventures of Spider-Man.
In aggiunta venne pubblicata una seconda testata, Spider-Man Magazine, sempre ispirata alla serie animata e andata avanti per 19 numeri tra il marzo 1994 e il marzo 1997, a cui si aggiunsero nel 1995 2 numeri speciali.

### Concetto delRagnoverso
L'ultimo arco narrativo della serie, che vede un gruppo di Uomini Ragno provenienti da diversi universi unirsi per sconfiggere un nemico comune (in questo caso Ragno Carnage), è il primo ad usare questo concetto ed è perciò considerabile l'ispirazione alla base del celebre fumetto di Dan Slott Ragnoverso, che ha a sua volta ispirato numerosi media tra cui il premiato Spider-Man - Un nuovo universo.

### Spider-Man '94
Nel giugno 2025 la Marvel Comics ha annunciato che la serie animata avrebbe ricevuto una continuazione a fumetti di 4 numeri intitolata Spider-Man '94, scritta da J.M. DeMatteis e disegnata da Jim Towe. La serie riprende dal finale cliffhanger della quinta stagione, con Peter che cerca di salvare Mary Jane Watson all'interno del multiverso, prima di tornare a New York per riprendere le sue attività da eroe. La serie farà inoltre debuttare due importanti cattivi di Spider-Man che non erano stati precedentemente adattati nella serie animata; la pubblicazione della serie è prevista per settembre 2025. John Semper Jr., il creatore originale della serie animata, ha dichiarato di non essere stato coinvolto in alcuna maniera nella creazione della serie a fumetti e di non averne scoperto l'esistenza fino a quando non è stata annunciata.